# Cehiv, Monastîrîska
Cehiv (în ucraineană Чехів) este o comună în raionul Monastîrîska, regiunea Ternopil, Ucraina, formată numai din satul de reședință.

## Demografie
Componența lingvistică a comunei Cehiv
     Ucraineană (100%)
Conform recensământului din 2001, toată populația comunei Cehiv era vorbitoare de ucraineană (100%).